# テン・マイル・ジャンクション車両基地
テン・マイル・ジャンクション車両基地（テンマイルジャンクションしゃりょうきち、英: Ten Mile Junction Depot）は、シンガポールにあるSMRTトレインズが運行しているライト・レール・トランジット (LRT) ブキ・パンジャン線にて使用されているLRT列車の車両基地である。
当車両基地はJunction 10ショッピングセンターと統合されており、1階および2階が店舗で占有し、3階には車両基地の施設と運行管理センターが置かれている。
当車両基地は、既存の建物に建設されたシンガポールでの最初の車両基地である。